# Synopeas tripartita
Synopeas tripartita is een vliesvleugelig insect uit de familie van de Platygastridae. De wetenschappelijke naam van de soort is voor het eerst geldig gepubliceerd in 1917 door Kieffer.